# Primera División de Jordania 2016-17
La Primera División de Jordania 2016-17 fue la 65.ª temporada de la Primera División de Jordania, la máxima división del fútbol profesional de Jordania, desde su establecimiento en 1944. El primer partido fue disputado el 28 de octubre de 2016. El club Al-Faisaly, máximo dominador de la liga, obtuvo su trigésimo tercer título, el primero desde la temporada 2011-12.
En la liga participaron 12 equipos, 10 de la temporada anterior, y dos equipos promovidos de la División 1 de Jordania 2015-16. El campeón defensor fue el Al Wihdat Club.

## Equipos
Los clubes Al-Asalah y Kufrsoum descendieron la temporada anterior al ocupar las posiciones 11 y 12 de la tabla. Ascendieron los clubes: Mansheyat Bani Hasan y Sahab SC, como campeón y subcampeón de la División 1 de Jordania 2015-16. El Mansheyat Bani Hasan regresó a la máxima categoría luego de disputar la temporada 2014-15, mientras que el Sahab SC no jugaba desde la temporada 2000.

### Datos generales
Equipos ordenados alfabéticamente. En cursiva los ascendidos a la categoría.
| Club                 | Ciudad    | Estadio               |
| -------------------- | --------- | --------------------- |
| Al-Ahli SC           | Amán      | Petra                 |
| Al-Baqa'a SC         | Amán      | Rey Abdullah          |
| Al-Faisaly FC        | Amán      | Internacional de Amán |
| Al Jazira            | Amán      | Internacional de Amán |
| Al-Ramtha SC         | Ar Ramtha | Príncipe Hashim       |
| Al-Sareeh SC         | Irbid     | Al-Hassan             |
| Al-Wahdat SC         | Amán      | Rey Abdullah          |
| Al-Hussein           | Irbid     | Al-Hassan             |
| Mansheyat Bani Hasan | Mafraq    | Príncipe Alí          |
| Sahab SC             | Amán      | Príncipe Faisal       |
| Shabab Al-Ordon      | Amán      | Internacional de Amán |
| That Ras             | Al Karak  | Príncipe Faisal       |

## Tabla de posiciones
|     | Equipos de fútbol    | PJ | G  | E  | P  | GF | GC | Dif | Pts |
| --- | -------------------- | -- | -- | -- | -- | -- | -- | --- | --- |
| 01. | Al-Faisaly (C)       | 22 | 13 | 07 | 02 | 32 | 11 | +21 | 46  |
| 02. | Al Jazira            | 22 | 12 | 08 | 02 | 37 | 19 | +18 | 44  |
| 03. | Al-Wihdat            | 22 | 11 | 09 | 02 | 32 | 13 | +19 | 42  |
| 04. | Mansheyat Bani Hasan | 22 | 12 | 03 | 07 | 27 | 18 | +9  | 39  |
| 05. | Al Ramtha            | 22 | 08 | 09 | 05 | 22 | 17 | +5  | 33  |
| 06. | Al-Hussein           | 22 | 07 | 09 | 06 | 26 | 29 | -3  | 30  |
| 07. | Al Ahli              | 22 | 07 | 06 | 09 | 25 | 26 | -1  | 27  |
| 08. | Shabab Al-Ordon      | 22 | 07 | 03 | 12 | 27 | 31 | -4  | 24  |
| 09. | That Ras             | 22 | 04 | 07 | 11 | 15 | 27 | -12 | 19  |
| 10. | Al-Buqa'a SC         | 22 | 04 | 07 | 11 | 19 | 36 | -17 | 19  |
| 11. | Al-Sareeh (D)        | 22 | 04 | 06 | 12 | 18 | 34 | -16 | 18  |
| 12. | Sahab SC (D)         | 22 | 02 | 08 | 12 | 15 | 34 | -19 | 14  |

Pts = Puntos; PJ = Partidos jugados; G = Partidos ganados; E = Partidos empatados; P = Partidos perdidos; GF = Goles anotados; GC = Goles recibidos; Dif = Diferencia de goles

(C) = Campeón; (D) = Descendido.

Fuente:
1. ↑  Campeón de la Copa de Jordania 2016-17.
2. ↑  Sí el Al-Faisaly avanza a la fase de grupo de la LC, entonces ocupará su puesto en la fase de grupo de la Copa AFC 2018.

|  | Liga de Campeones 2018 (Ronda preliminar)    |
|  | Copa AFC 2018 (Fase de grupo)                |
|  | Copa AFC 2018 (Ronda de play-off)            |
|  | Copa de Clubes del Mundo Árabe 2017-18       |
|  | Descenso a la División 1 de Jordania 2017-18 |

## Estadísticas

### Goleadores
Actualizado hasta la jornada 21.
| Lugar | Jugador                  | Equipo               | Goles |
| ----- | ------------------------ | -------------------- | ----- |
| 1     | Mardik Mardikian         | Al-Jazeera           | 14    |
| 2     | Mohamed Al-Zeno          | Al-Hussein           | 9     |
| 2     | Elhadji Malick Tall      | Al-Ahli              | 9     |
| 4     | Munther Abu Amarah       | Al-Wehdat            | 8     |
| 5     | Hassan Abdel-Fattah      | Al-Wehdat            | 7     |
| 5     | Mohammad Tannous         | Al-Jazeera           | 7     |
| 5     | Akram Zuway              | Al-Faisaly           | 7     |
| 8     | Mohammad Omar Shishani   | Shabab Al-Ordon      | 6     |
| 8     | Nahar Shdifat            | Mansheyat Bani Hasan | 6     |
| 10    | Emmanuel Ezue            | Al-Sareeh            | 5     |
| 10    | Abdel-Ru'ouf Al-Rawabdeh | Al-Sareeh            | 5     |
| 10    | Musa Al-Taamari          | Shabab Al-Ordon      | 5     |
| 10    | Mahmoud Al-Mardi         | Al-Ahli              | 5     |
| 10    | Ahmed Abu Kabeer         | Al-Hussein           | 5     |
| 10    | Samer Salem              | That Ras             | 5     |